# New Sarpy
New Sarpy es un lugar designado por el censo ubicado en la parroquia de St. Charles en el estado estadounidense de Luisiana. En el Censo de 2010 tenía una población de 1464 habitantes y una densidad poblacional de 399,75 personas por km².

## Geografía
New Sarpy se encuentra ubicado en las coordenadas 29°58′51″N 90°22′59″O / 29.98083, -90.38306. Según la Oficina del Censo de los Estados Unidos, New Sarpy tiene una superficie total de 3.66 km², de la cual 3.04 km² corresponden a tierra firme y (17.11%) 0.63 km² es agua.

## Demografía
Según el censo de 2010, había 1464 personas residiendo en New Sarpy. La densidad de población era de 399,75 hab./km². De los 1464 habitantes, New Sarpy estaba compuesto por el 46.38% blancos, el 51.23% eran afroamericanos, el 0.82% eran amerindios, el 0.07% eran asiáticos, el 0% eran isleños del Pacífico, el 0.48% eran de otras razas y el 1.02% pertenecían a dos o más razas. Del total de la población el 1.57% eran hispanos o latinos de cualquier raza.